# Præcompiler
|  | Sammenskrivningsforslag Artiklen Præcompiler er foreslået føjet ind i Præprocessor. (Siden december 2021) Diskutér forslaget |

En præcompiler, også kaldet en præprocessor, er et program, der kan modificere en kopi af kildekoden til et computerprogram, inden den modificerede kode sendes videre til compileren eller assembleren. Præcompileren kan indsætte kode (inkludere filer med dele af programkode), erstatte præcompilervariable med konstanter eller sætninger og ekspandere macroer. En præcompiler kan gøre forskellige ting afhængigt af angivne betingelser. Rigtigt anvendt kan en præcompiler tillade brug af en helt anden eller udvidet syntaks, end compileren accepterer, og således danne grundlag for implementeringen af et andet programmeringssprog. Præcompileren kan desuden gøre det betydeligt nemmere at foretage systematiske modifikationer og tilpasninger af programkode f.eks. ved brug af skabeloner. En præcompiler kan også gøre forbindelsen til andre systemer, f.eks. et databasesystem, lettere og mindre omfattende. En præcompiler kan være et selvstændigt program, eller dens funktion kan være integreret i compileren.